# Echeveria chilonensis
Echeveria chilonensis ist eine Pflanzenart aus der Gattung der Echeverien (Echeveria) in der Familie der Dickblattgewächse (Crassulaceae).

## Beschreibung
Echeveria chilonensis wächst mit verzweigten Trieben, die eine Länge von bis zu 10 Zentimeter und einen Durchmesser von etwa 0,5 Zentimeter erreichen. Die Blattrosetten werden 7 bis 11 Zentimeter im Durchmesser. Die linealisch-lanzettlichen bis verkehrt lanzettlich-länglichen Blätter sind zugespitzt und rötlich grün bis rötlich gefärbt. Sie werden 3 bis 7 Zentimeter lang und selten 0,5, in der Regel aber 1 bis 1,5 Zentimeter breit.
Der Blütenstand bildet Trauben aus, die unten fast rispig sind. Er wird bis 60 Zentimeter lang oder länger und an den unteren Zweigen stehen mindestens zwei Einzelblüten. Der Blütenstiel wird 2 bis 10 Millimeter lang. Die aufsteigenden bis ausgebreiteten Kelchblätter werden 5 bis 8 Millimeter lang. Die 5-kantige Blütenkrone ist urnenförmig-zylindrisch geformt und etwa 13 Millimeter lang. An der Basis hat sie einen Durchmesser von 7 Millimeter und am Schlund von 5 bis 7 Millimeter. Sie ist gelblich bis fast weiß gefärbt.
Die Chromosomenzahl beträgt 2n = etwa 260.

## Verbreitung und Systematik
Echeveria chilonensis ist in Bolivien in den Departamentos Santa Cruz, Cochabamba und Chuquisaca verbreitet.
Die Erstbeschreibung erfolgte 1898 als Sedum chilonense durch Carl Ernst Otto Kuntze. Edward Eric Walther stellte die Art 1935 in die Gattung Echeveria. Es existieren folgende Synonyme: Sedum chilonense Kuntze und Echeveria vanvlietii van Keppel.

## Nachweise